# خافيير غارسيا (القافز بالزانة)
خافيير غارسيا (بالإسبانية: Javier García Chico)‏ هو القافز بالزانة إسباني، ولد في 22 يوليو 1966 في برشلونة في إسبانيا.

## وصلات خارجية
- خافيير غارسيا على موقع الاتحاد الدولي لألعاب القوى (الإنجليزية)
- خافيير غارسيا على موقع اللجنة الأولمبية الدولية (الإنجليزية)
- خافيير غارسيا على موقع أوليمبيديا (الإنجليزية)